# Els trenta-nou esglaons
Els trenta-nou esglaons (títol original: The 39 Steps) és una pel·lícula britànica dirigida per Don Sharp, estrenada el 1978, adaptació de la novel·la homònima de John Buchan. Ha estat doblada al català.

## Argument
El 1914, Richard Hannay, un enginyer de mines que viu a Sud-àfrica, és de visita a la Gran Bretanya i es troba barrejat en un afer d'espionatge.

## Repartiment
- Robert Powell: Richard Hannay
- David Warner: Edmund Appleton
- Eric Porter: Superintendent Lomas
- Karen Dotrice: Alex Mackenzie
- John Mills: Scudder
- George Baker: Walter Bullivant
- Ronald Pickup: Bayliss
- Donald Pickering: Marshall
- Timothy West: Porton
- Miles Anderson: David Hamilton
- Andrew Keir: Lord R
- Robert Flemyng: un magistrat
- William Squire: Harkness
- Paul McDowell: McLean
- David Collings: Tillotson
- Prentis Hancock: Perryman

## Altres adaptacions
- 1935: Els trenta-nou graons (The 39 Steps), film britànic d'Alfred Hitchcock
- 1959: The 39 Steps, film britànic de Ralph Thomas
- 2008: The 39 Steps, telefilm britànic de James Hawes